# Драммонд, Джеймс Рэмзи
Джеймс Рэ́мзи Дра́ммонд (англ. James Ramsay Drummond; 1851—1921) — шотландский гражданский служащий в Британской Индии, ботаник-любитель.

## Биография
Джеймс Рэмзи Драммонд родился в мае 1851 года. Учился в Оксфордском университете, в 1872 году окончил его со степенью бакалавра искусств. В 1874 году отправился гражданским служащим в Пенджаб. Сначала работал заместителем комиссара, затем — районным судьёй и исполняющим обязанности комиссара. В 1904 году некоторое время работал куратором гербария Калькуттских королевских ботанических садов.
В 1905 году вернулся в Великобританию, впоследствии работал в Королевских ботанических садах Кью. В последние годы жизни Драммонд занимался определением собранных в Индии за 30 лет образцов растений и подготовкой к изданию монографии флоры региона.
11 марта 1921 года Джеймс Рэмзи Драммонд скончался, когда его основная ботаническая монография была только начата. Однако он успел издать несколько публикаций по флоре Индии, в том числе монографию агав и фуркрей.

## Некоторые научные публикации
- Drummond, J.R.; Prain, D. Notes on Agave and Furcraea in India (неопр.) // Bengal Bulletin. — 1905. — Т. 8. — С. 73—271.
- Drummond, J.R. The literature of Furcraea with a synopsis of the known species (англ.) // Annual report Missouri Botanical Garden : journal. — 1907. — Vol. 18. — P. 25—75.